# عبد الوهاب الأسواني
عبد الوهاب الأسواني (1934 - 2019)، كاتب وأديب مصري.

## عنه
ولد عبد الوهاب الاسواني في قرية جزيرة المنصورية التابعة لمركز دراو في محافظة أسوان وذلك في عام 1934. ينتمي إلى إحدى القبائل العربية المنتشرة في تلك المنطقة الجنوبية.
وصل في دراسته إلى الثانوية العامة ولم يكمل تعليمه نظرا لانشغاله بتجارة كبيرة بدأها والده في الإسكندرية، وفي المدينة الساحلية التي تقع شمال مصر اختلط بمجتمع الأدباء والمثقفين، واقتدى بالاجانب الذين كانوا يقطنون الحي الذي كانت به تجارة والده، تعلم منهم أهمية قراءة الآداب ومتابعة الفنون، وبدأ في سن صغيرة يلتهم الكتب إلى أن صار أحد أهم المثقفين الموسوعيين خاصة في مجال التاريخ، غير ان الرواية حظيت بجل اهتمامه وأخلص لها إلى جانب القصة وصدرت له العديد من الأعمال.

## الأعمال

### الأعمال القصصية
- مملكة المطارحات العائلية
- للقمر وجهان
- شال من القطيفة الصفراء

### الأعمال الروائية
- سلمى الأسوانية
- وهبت العاصفة
- اللسان المر
- ابتسامة غير مفهومة
- أخبار الدراويش
- النمل الأبيض
- كرم العنب
- إمبراطورية حمدان

### الكتب
- مواقف درامية من التاريخ العربي (قصص تاريخية)
- خالد بن الوليد
- أبو عبيدة بن الجراح
- الحسين بن علي بن ابي طالب
- بلال مؤذن الرسول
- عمرو بن العاص

حولت بعض أعماله إلى مسلسلات وسهرات تلفزيونية وإذاعية، منها: النمل الأبيض، اللسان المر، نجع العجايب، سلمى الأسوانية وغيرها.

## الجوائز والانتسابات
- حصل عبد الوهاب على 11 جائزة مصرية وعربية من بينها المركز الأول في خمس مسابقات للقص
- حصل في عام 2011 على جائزة الدولة التقديرية في الآداب
- عضو مجلس اتحاد كتاب مصر
- عضو مجلس اتحاد ادباء مصر
- عضو لجنة القصة بالمجلس الأعلى للثقافة
- عضو نادي القصة

## وفاته
وافته المنية يوم 3 يناير 2019م.